# Sebastjan Kepic
Sebastjan Kepic, slovenski radijski moderator in poslovnež, * 22. oktober 1978, Ljubljana.
Svojo medijsko pot je pričel kot voditelj radijskega programa na radiu Geoss v Litiji, po treh letih je prestopil na radio Zeleni val kjer je bil športni urednik, moderator in tehnik. po treh letih je nadaljeval delo na radiu Orion, nato pa na radiu Antena, kjer je ostal do leta 2006.
V letih 2005 in 2006 je na POP tv vodil dve sezoni resničnostnega šova Bar. Resničnostni šov Bar bo vodil ponovno 2015 na Planet TV.
Nekaj let je deloval kot poslovnež v zasebnem podjetju.
V letu 2010 se je kot voditelj pridružil ekipi Radia Hit.